# 드라이잠슈타디온

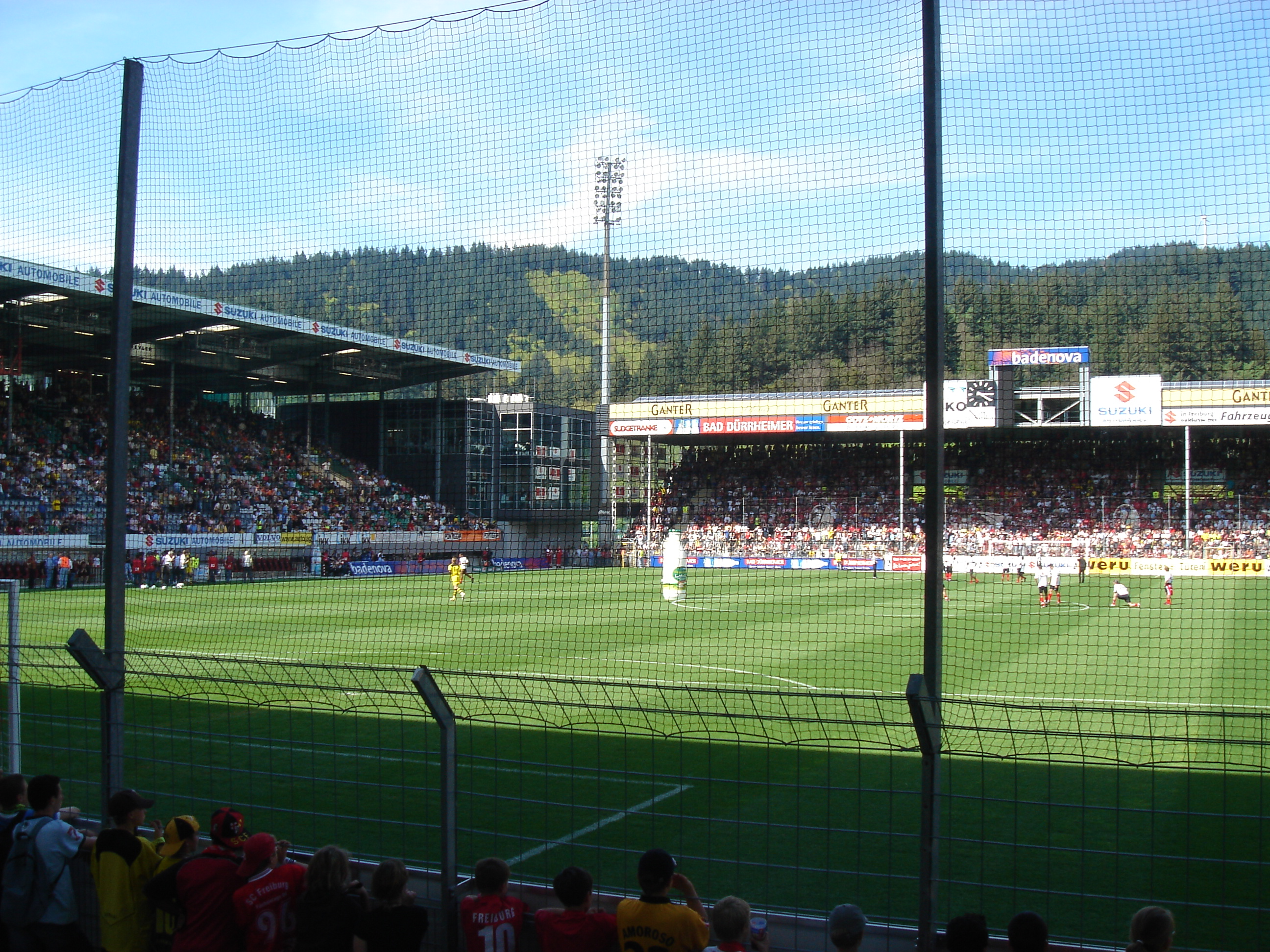
경기장 북서쪽 전경

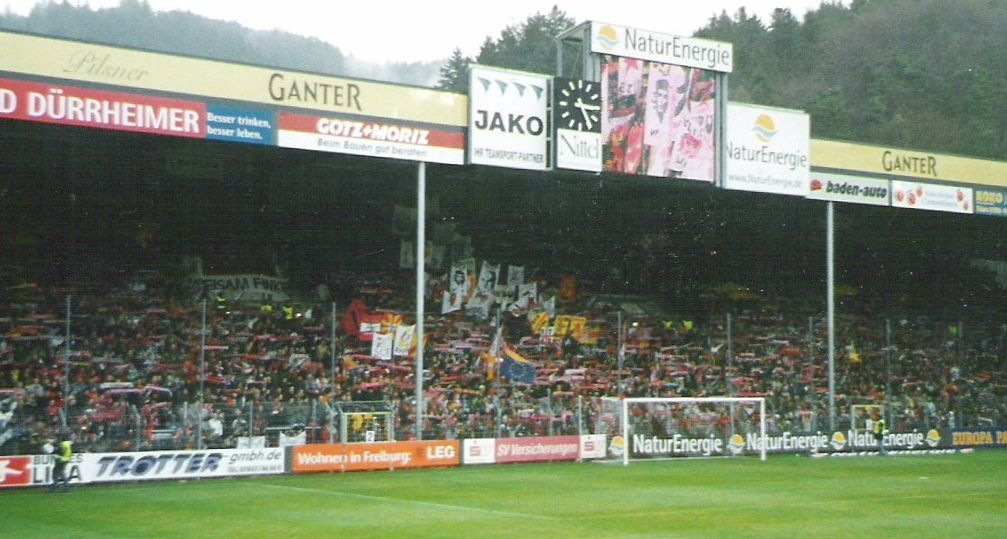
경기장 북쪽 응원석의 모습

드라이잠슈타디온 (Dreisamstadion)은 독일 프라이부르크에 위치한 다목적 시립 경기장이다. 현재, 주로 축구 경기를 위해 사용되며, SC 프라이부르크의 홈구장이었다. 이 경기장은 24,000명을 수용할 수 있으며, 1953년에 개장하였다. 드라이잠슈타디온이란 이름은 경기장 근처의 드라이잠이라 불리는 강의 이름을 붙였다. 
2014년 9월 25일, 슈바르츠발트 관광 협회와 다른 7개의 사업 파트너들은 구장의 상표권 계약을 발표하였다. 이에 따라 구장명도 슈바르츠발트 슈타디온으로 변경하기로 결정했으며 구장명 변경은 10월 7일에 프라이부르크 시의회에서 최종 승인되었다.
2012년, 경기장을 현대화하려는 계획이 수익성이 없다는 의견에 따라 2015년 2월에 경기장 신축 찬•반 여부와 건설 장소에 관한 주민투표가 열렸다. 프라이부르크 시민들의 투표에 따라 2018년 11월부터 34,700석의 SC-슈타디온을 프라이부르크 공항 근처인 브륄의 볼프스빈켈에 새로 건설하게 되었다. SC 프라이부르크는 2021–22 시즌부터 새로운 경기장으로 옮길 예정이다. 또한 기존의 경기장은 프라이부르크의 2군팀과 여자팀의 홈구장으로 사용될 예정이다.
1993년, 롤프 디시 태양 건설과 폴커 핀케 감독이 태양 에너지로 작동되는 경기장 리모델링을 추진하였다. 태양 전지판이 지붕에 설치되었고, SC 프라이부르크는 독일 축구 구단 최초로 태양 전지로 운영되는 홈구장을 보유하였다. 이 친환경적인 움직임은 프라이부르크에 "태양의 도시"라는 이미지와 모든 경기장에 재생이 가능하고 지속되는 에너지 생산 시설 설치의 의무화를 강조하였다.